# New Hampton (Iowa)
New Hampton város az USA Iowa államában. Lakosainak száma 3494 fő (2020. április 1.).

## Népesség
A település népességének változása:

| 2010 | 3 571 |
| 2020 | 3 494 |